# María Inés (álbum)
María Inés es el primer álbum de estudio de la cantante mexicana María Inés Guerra, lanzado en México en 2003 por el sello discográfico BMG. Este álbum pertenece al género pop y dance pop, y cuenta con nueve temas, de los cuales cuatro son inéditos y fueron producidos en España, México y Estados Unidos por Carlos Lara, Eduardo Posada y Max Di Carlo. Además, incluye cinco versiones de temas previamente lanzados, seleccionados por el productor ejecutivo Juan Carlos Alonso. El álbum obtuvo un éxito moderado en México, con ventas estimadas en alrededor de treinta mil copias.
María Inés realizó la grabación de los temas inéditos en solo dos días, los cuales son «Atrévete a vivir», «Te amaré», «Dj tonight», este tema completamente en inglés, y el primer sencillo «A través de tu recuerdo». Las cinco versiones incluidas son «Se fue», «Soledad», «Hijo de la luna», «Rueda mi mente» y «No llores por mi Argentina», temas que interpretó y grabó en estudio durante su estancia en el programa de televisión La Academia.

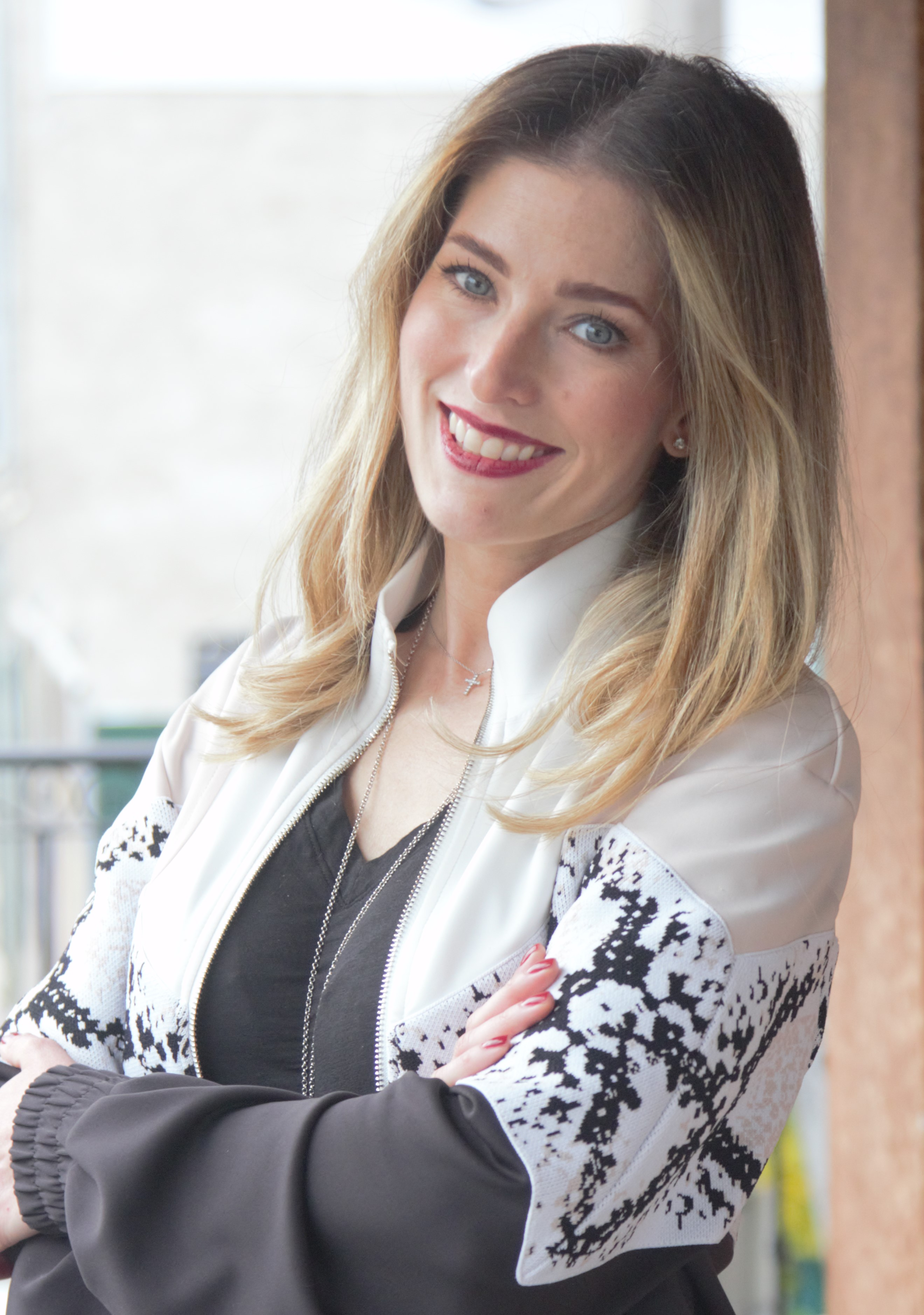
María Inés en 2022.

El primer sencillo «A través de tu recuerdo» fue elegido por los seguidores de la cantante a través de su página web oficial. El tema «No llores por mi Argentina» es uno de sus temas favoritos, pero agregó que fue decisión de la disquera seleccionarla para el álbum.
El álbum contó con dos portadas distintas. Originalmente, la portada era de color rosa y mostraba a María Inés de cuerpo entero con una flor azul. Sin embargo, BMG decidió cambiarla, utilizando la fotografía del reverso, que presenta a María Inés con un fondo verde y el logotipo en color rosa.
María Inés firmó un contrato por cinco álbumes con BMG, pero después de que la discográfica se disolviera y se fusionara con Sony Music, recibió su carta de retiro. Años más tarde, María Inés declaró que la promoción de su álbum no se llevó a cabo de manera adecuada. Además, su experiencia como presentadora del programa Con sello de mujer despertó en ella un gran interés por la comunicación, lo que la llevó a dejar de lado su carrera como cantante.
A partir de 2018 el álbum completo se encuentra disponible en distintas plataformas de música digital como Apple Music, Deezer, YouTube Music y Spotify.

## Lista de canciones
| N.º | Título                                       | Escritor(es)                                             | Duración |  |
| 1.  | «Atrévete a vivir»                           | Eduardo Posada, Daniel Posada, C. Santiesteban, O. Mieza | 3:45     |  |
| 2.  | «Se fue» (original de Laura Pausini)         | Federico Cavalli, Pietro Cremonesi-Arcangelo             | 3:05     |  |
| 3.  | «A través de tu recuerdo»                    | Max Di Carlo, DJ Duende                                  | 3:46     |  |
| 4.  | «Soledad» (original de La Oreja de Van Gogh) | Amaia Montero, Xabier San Martín                         | 3:52     |  |
| 5.  | «Te amaré»                                   | Eduardo Posada, M. Pérez, S. Pérez                       | 4:33     |  |
| 6.  | «Hijo de la luna» (original de Mecano)       | José María Cano                                          | 4:00     |  |
| 7.  | «Rueda mi mente»                             | Fernando Riba, Kiko Campos                               | 3:07     |  |
| 8.  | «DJ Tonight»                                 | Max Di Carlo, Karen Sokkolosi                            | 3:36     |  |
| 9.  | «No llores por mí, Argentina»                | Andrew Lloyd Webber, Tim Rice                            | 3:26     |  |

## Sencillos
- «A través de tu recuerdo» (2003)

## Diseño
- Dirección de arte: Dorio Ferreira
- Diseño gráfico: Ricardo Calderón
- Fotografía: Zony Maya